# المركز الوطني للإعلام في العراق
المركز الوطني للإعلام في العراق هو المركز الإعلامي التابع لوزارة الإعلام والإذاعة في الحكومة العراقية، وتقع في منقة الكاظمية في بغداد، وقد تم افتتاحه في عام 2003، ويضم مكتب الإعلام الصحفي ومكاتب الدعاية للوزارة.
المركز الوطني للإعلام هو الهيئة الرسمية المسؤولة عن رصد وتقييم أداء البرامج المرئية، وسائل الإعلام المطبوعة والصوتية. إلا أن نشاطه يتركز أساسا على تحسين أداء وسائل الإعلام الحكومية التي تعد من أهم الإدارات التي يجب أن تقوم بدور فعال وفعال في مواجهة التحديات التي تواجهها حكومة الوحدة الوطنية في وسائل الإعلام.
تم حل المركز الوطني للاعلام عام 2011 اثر خلافات سياسية داخل الحكومة العراقية، وأصدر رئيس الوزراء حيدر العبادي قرار بحل المركز الوطني واناطة جزء من مهامه بالمستشار الاعلامي له، الذي كان يتولى منصب مدير المركز الوطني علي هادي محمد، وجزء اخر من المهام ربطها بالناطق الرسمي باسم الحكومة علي الدباغ. وتم نشر موظفي المركز وامكانياته في دوائر الدولة الأخرى.